# مامو (فیلم)
مامو (به هندی: Mammo) فیلمی محصول سال ۱۹۹۴ و به کارگردانی شیام بنگال است. در این فیلم بازیگرانی همچون فریده جلال، راجیت کاپور، سورکها سیکری، آمیت پالکه، هیمانی شیوپوری ایفای نقش کرده‌اند.